# 욘 헤이팅아
욘 기스베르트 알란 헤이팅아(네덜란드어: John Gijsbert Alan Heitinga, 1983년 11월 15일 ~ )는 네덜란드의 축구 선수 출신 축구 감독이다. 현역 시절 포지션은 수비수이고 중앙 수비수와 오른쪽 측면 수비수의 위치에서 뛸 수 있으며 수비형 미드필더 역할도 수행할 수 있었다.

## 우승 경력

### AFC 아약스
- 에레디비지에
  - 우승: 2001–02, 2003–04
- KNVB 컵
  - 우승: 2002, 2006, 2007
- 요한 크루이프 샬
  - 우승: 2002, 2005, 2006, 2007